# Kariobanahalli, Bangalore North
Kariobanahalli là một làng thuộc tehsil Bangalore North, huyện Bangalore Urban, bang Karnataka, Ấn Độ.